# Biserica „Înălțarea Sfintei Cruci” din Putinești
Biserica „Înălțarea Sf. Cruci” este o biserică amplasată în Putinești, raionul Florești, Republica Moldova. Este un monument arhitectural de importanță națională inclus în Registrul monumentelor Republicii Moldova ocrotite de stat cu nr. 1427 (raionul Florești). Datează din 1828.